# Journey of hope - Drømmen om et nyt liv
Journey of hope - Drømmen om et nyt liv (originaltitel Reise der Hoffnung) er en schweizisk film fra 1990 af Xavier Koller sammen med Feride Çiçekoğlu instrueret af Xavier Koller. Den faktuelle drama er om en tyrkisk familie og deres illegale rejse mod det Schweiz. Sproget er tyrkisk samt sporadisk italiensk og tysk tale med danske undertekster.
Filmkritikeren Morten Pill fundet, at Journey of hope - Drømmen om et nyt liv er „en af de bedste film om modsætningen mellem overflodskulturen og de fattige landes udsigtsløse nøjsomhed“.
Filmen vandt i 1991 en Oscar for bedste fremmedsprogede film.

## Medvirkende
- Necmettin Çobanoglu spiller Haydar Sener
- Nur Sürer spiller Meryem
- Emin Sivas spiller Mehmet Ali
- Yaman Okay spiller Turkmen
- Erdinc Akbas spiller Adama
- Mathias Gnädinger spiller Ramser
- Dietmar Schönherr spiller Massimo
- Andrea Zogg spiller Christen
- Erdal Merdan spiller Aldemir